# Oliver Seibert
Oliver Levi Seibert, född 18 mars 1881 i Berlin, Ontario, död 15 maj 1944 i Kitchener, var en kanadensisk professionell ishockeyspelare.

## Karriär
Oliver Seibert spelade för Berlin Hockey Club i Western Ontario Hockey Association åren 1899–1902 och gjorde 40 mål på 22 matcher under tre säsonger med laget. Säsongen därefter värvades Seibert av ligakonkurrenten Guelph O.A.C. för vilka han spelade en säsong innan han återvände till Berlin Hockey Club. Säsongen 1904–05 blev Seibert professionell med Canadian Soo i IPHL men ådrog sig ett benbrott under sin första och enda match för klubben. Därefter spelade han för Guelph Royals i Ontario Professional Hockey League.
Oliver Seiberts son Earl Seibert var även han professionell ishockeyspelare och spelade i NHL för New York Rangers, Chicago Black Hawks och Detroit Red Wings åren 1931–1946.
Oliver Seibert valdes in i Hockey Hall of Fame 1961.

## Statistik
WOHA = Western Ontario Hockey Association
| 1899–00     | Berlin Hockey Club | WOHA        | 8  | 10 | 0 | 10 | – | – | – | – | – | – |
| 1900–01     | Berlin Hockey Club | WOHA        | 6  | 13 | 0 | 13 | – | – | – | – | – | – |
| 1901–02     | Berlin Hockey Club | WOHA        | 8  | 17 | 0 | 17 | – | – | – | – | – | – |
| 1902–03     | Guelph O.A.C.      | WOHA        |    |    |   |    |   |   |   |   |   |   |
| 1903–04     | Berlin Hockey Club | WOHA        |    |    |   |    |   |   |   |   |   |   |
| 1904–05     | Canadian Soo       | IPHL        | 1  | 0  | 0 | 0  | 0 | – | – | – | – | – |
| WOHA totalt | WOHA totalt        | WOHA totalt | 22 | 40 | 0 | 40 | – | – | – | – | – | – |

Statistik från hockey-reference.com